# Cassagnes (Pireneje Wschodnie)
Cassagnes – miejscowość i gmina we Francji, w regionie Oksytania, w departamencie Pireneje Wschodnie.
Według danych na rok 1990 gminę zamieszkiwało 179 osób, a gęstość zaludnienia wynosiła 12 osób/km² (wśród 1545 gmin Langwedocji-Roussillon Cassagnes plasuje się na 729. miejscu pod względem liczby ludności, natomiast pod względem powierzchni na miejscu 536.). 

## Zabytki
Zabytki na terenie gminy posiadające status monument historique:
- zamek Cuxous (Château de Cuxous)